# Anyphaena celer
Anyphaena celer är en spindelart som först beskrevs av Nicholas Marcellus Hentz 1847.  Anyphaena celer ingår i släktet Anyphaena och familjen spökspindlar. Inga underarter finns listade i Catalogue of Life.